# 坂出站
坂出站（日语：／ Sakaide eki */?）是位於日本香川縣坂出市元町，隸屬於四國旅客鐵道（JR四國）的鐵路車站。車站編號為Y08。除了對開2班往來岡山站及德島站的特急「渦潮」不停靠外，其他所有等級的列車，包括每天對開1班的寢台特急「日出瀨戶」號均停靠本站。2018年平均每日乘客人數為5,355人，在JR四國車站中排名第四，高於高知縣的縣府車站高知站。
當從瀨戶大橋駛往四國的列車抵達時，軌道會分岔為兩邊。左邊通往坂出站；右邊通往宇多津站，回本州時亦然。但JR在計算路線距離時，只以往宇多津站的距離為參考。

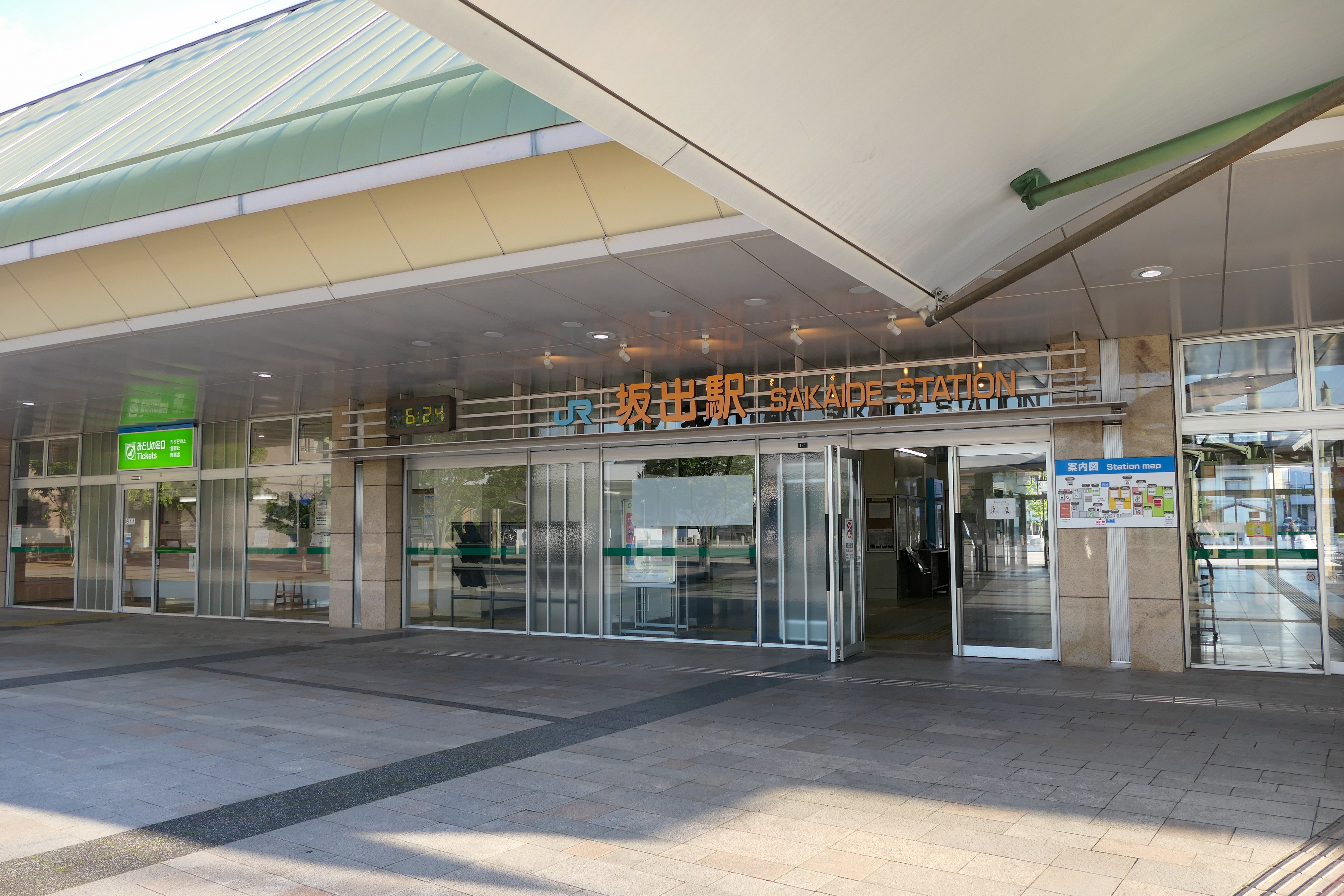
車站南口（2023年6月）

## 車站結構

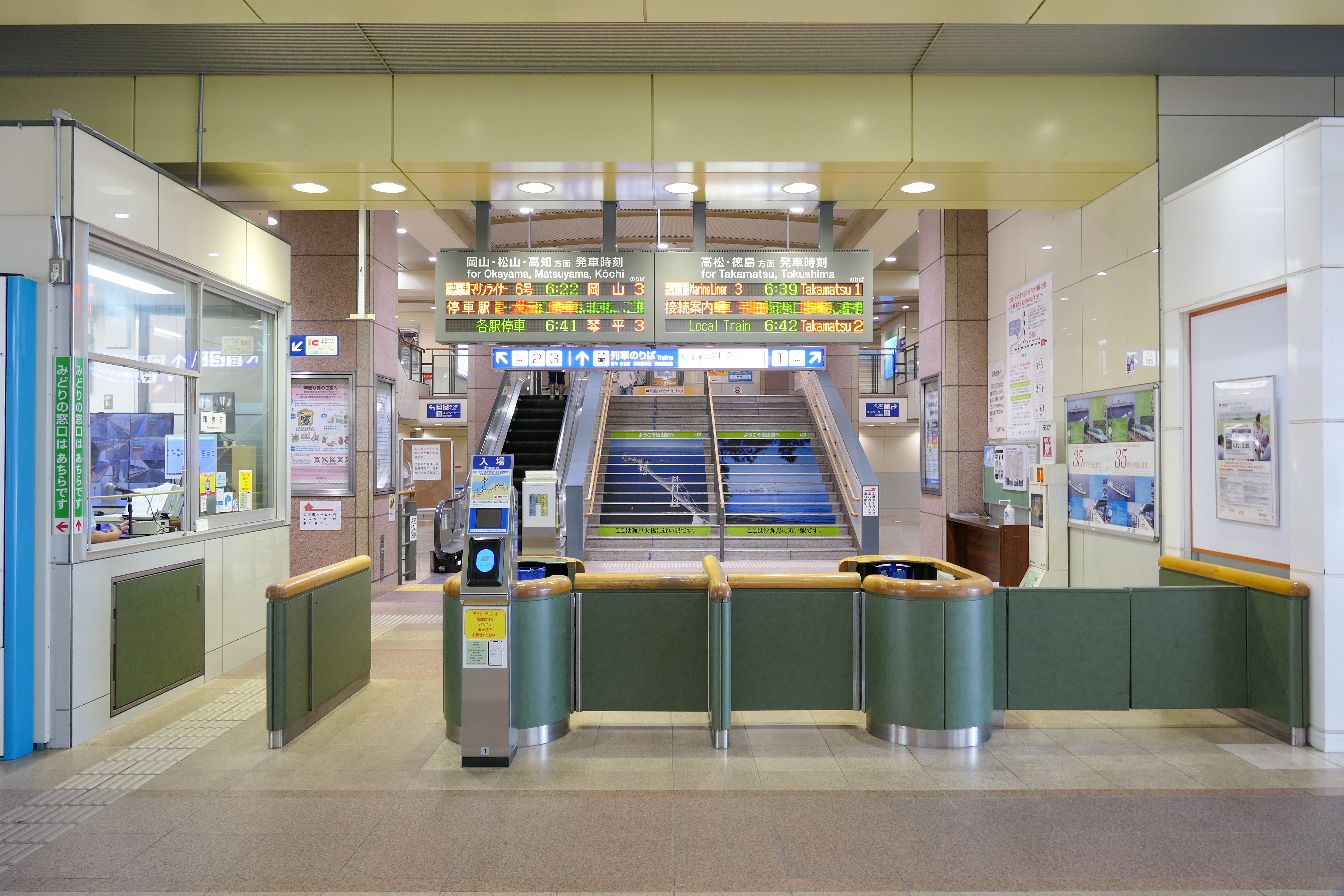
驗票閘口（2023年6月）

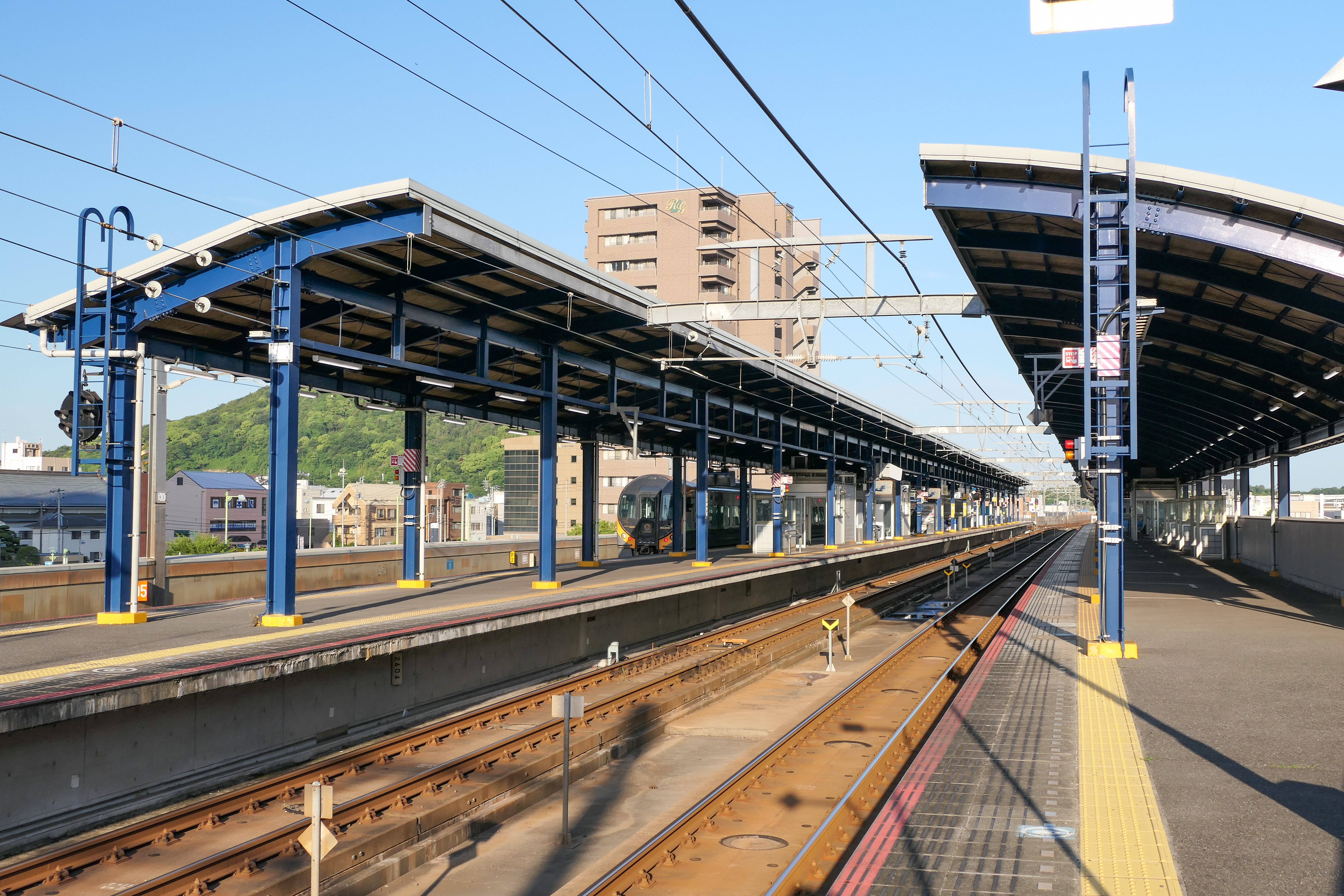
月台（2023年6月）

本站和丸龜站、宇多津站在瀨戶大橋未建成前皆為地面車站，後來因應大橋而改為高架站。三站的結構大致相近，地下為車站大廳、驗票閘口、車站設施及各類商店；二樓為通過樓層及洗手間，三樓則為月台。
2012年3月，本站和高松站安裝了對應JR西日本可充值智能卡「ICOCA」的感應器。不過，由於本站仍未加設出入閘機，因此感應器只安裝在改票口櫃位上。另外在票務處方亦加設了ICOCA增值機。
本站設有側式月台及島式月台各1座，共提供2面3線的配置，有效長度達9輛。側線月台為1號月台，是大部份往高松方向停靠月台；2號月台為上下行避線月台，同時亦是開往高松的區間車總站月台；3號月台則多作往多度津或岡山方向的列車停靠。除了兩端為露天部份外，大部份月台位置均有上蓋覆蓋。
月台中央設有扶手電梯及升降機連接至大堂，而月台中間及向宇多津方向則設有樓梯，另外位於島式月台中央亦設有小賣亭。

### 月台配置
| 月台 | 路線        | 方向 | 目的地                               | 備註                        |
| ---- | ----------- | ---- | ------------------------------------ | --------------------------- |
| 1    | ■予讚線     | 上行 | 高松方向                             | 大部分列車                  |
| 2    | ■予讚線     | 上行 | 高松方向                             | 始發、待避等一部分列車      |
| 2    | ■予讚線     | 下行 | 多度津、觀音寺、松山、琴平、高知方向 | 待避等一部分列車            |
| 3    | ■予讚線     | 下行 | 多度津、觀音寺、松山、琴平、高知方向 | 大部分列車                  |
| 3    | ■瀨戶大橋線 | -    | 岡山方向                             | 包括寢台特急「Sunrise瀨戶」 |

## 使用情況
每日平均上車人次如下。
- 5,626人（2006年度）
- 5,592人（2008年度）
- 5,382人（2009年度）
- 5,210人（2010年度）
- 5,209人（2011年度）
- 5,226人（2012年度）
- 5,334人（2013年度）
- 5,216人（2014年度）
- 5,257人（2015年度）

## 相鄰車站
四國旅客鐵道（JR四國）
■予讚線（包括■瀨戶大橋線）
- 寝台特急「日出瀨戶」、特急「石槌」「Midnight EXP高松」「Morning EXP高松」「四萬十」停靠站

■快速「Marine Liner」
高松（Y00）（早上、深夜停靠鴨川站（Y06））－坂出（Y08）－兒島（本四備讚線）
■快速「Sunport」（此站起至宇多津站各站停車）
端岡（Y03）（一部分停靠鴨川（Y06））－坂出（Y08）－宇多津（Y09）
■普通
八十場（Y07）－坂出（Y08）－宇多津（Y09）

### 廢除路線
日本國有鐵道
予讚本線貨物支線
坂出－坂出港

## 外部連結
- 坂出站（JR四國）